# Culinar
Culinar Sverige AB är ett svenskt livsmedelsföretag med huvudkontor i Fjälkinge som utvecklar nya produkter åt livsmedelsindustrin samt tillverkar och säljer modifierade stärkelser, kompletta ingrediensblandningar, kryddmixer och singelråvaror. Företaget har två produktionsanläggningar i Sverige; i Fjälkinge och i Tings Nöbbelöv strax öster respektive väster om Kristianstad. Culinar representeras utomlands av dotterbolag eller kontor i Danmark, Norge, Lettland, Polen, Tjeckien och Kina samt via ett 30-tal distributörer.
Culinars svenska verksamhet omfattar cirka 180 medarbetare. Culinar äger sedan 2008 företaget och varumärket Kockens. Culinar ingår i Lyckebygruppen som ägs av Sveriges Stärkelseproducenter – potatisodlare i Blekinge och Skåne. Legalt namn är Culinar Sverige AB.

## Externa webbplatser
- Officiell webbplats